# Yoshiko Yonekura
Yoshiko Yonekura –en japonés, 米倉よし子, Yonekura Yoshiko– es una deportista japonesa que compitió en bádminton. Ganó una medalla de bronce en el Campeonato Mundial de Bádminton de 1980, en la prueba de dobles.

## Palmarés internacional
| Campeonato Mundial | Campeonato Mundial  | Campeonato Mundial | Campeonato Mundial |
| Año                | Lugar               | Medalla            | Prueba             |
| ------------------ | ------------------- | ------------------ | ------------------ |
| 1980               | Yakarta (Indonesia) | Medalla de bronce  | Dobles             |